# Montagu Bertie, VII conte di Abingdon
Montagu Arthur Bertie, VII conte di Abingdon (Londra, 13 maggio 1836 – Oaken Holt, 10 marzo 1928), è stato un nobile britannico.

## Biografia
Era il figlio di Montagu Bertie, VI conte di Abingdon, e di sua moglie, Elizabeth Lavinia Vernon-Harcourt. Studiò presso l'Eton College.

## Carriera
Ha ricoperto la carica di High Steward di Abingdon. Successe al titolo di conte di Abingdon, l'8 febbraio 1884. Raggiunse il grado di colonnello onorario al servizio del 3rd Reserve Battalion, Princess Charlotte of Wales Berkshire Regiment. Fu giudice di pace per Oxfordshire e per Berkshire.

## Matrimoni

### Primo Matrimonio
Sposò, il 10 luglio 1858, Caroline Theresa Towneley (8 gennaio 1838-4 settembre 1873), figlia di Charles Towneley. Ebbero quattro figli:
- Lady Mary Caroline Bertie (11 agosto 1859-21 aprile 1938), sposò Edmund FitzAlan-Howard, I visconte FitzAlan di Derwent, ebbero due figli;
- Montagu Charles Francis Towneley-Bertie, Lord Norreys (3 ottobre 1860-24 settembre 1919), sposò Rose Riversdale Glyn, ebbero due figli;
- Lady Alice Josephine Bertie (2 marzo 1865-7 maggio 1950), sposò in prime nozze Sir Gerald Portal, non ebbero figli, e in seconde nozze Robert Reyntiens, ebbero una figlia;
- Lady Cecil Josephine Bertie (22 luglio 1873-3 ottobre 1895), sposò Paul Aloysius Kenna, non ebbero figli.

### Secondo Matrimonio
Sposò, il 16 ottobre 1883, Gwendoline Mary Dormer (13 ottobre 1867-16 settembre 1942), figlia di James Dormer. Ebbero quattro figli:
- Lady Gwendoline Theresa Mary Bertie (20 novembre 1885-7 luglio 1941), sposò John Spencer-Churchill, ebbero tre figli;
- Arthur Michael Cosmo Bertie (29 settembre 1886-2 febbraio 1957), sposò in prime nozze Aline Rose Arbuthnot-Leslie, ebbero un figlio, e in seconde nozze, Lilian Isabel Cary-Elwes, non ebbero figli;
- Lady Elizabeth Constance Mary Bertie (12 marzo 1895-1987), sposò in prime nozze Sigismund Trafford, ebbero quattro figli, e in seconde nozze, Henry Cartwright, non ebbero figli;
- James Willoughby Bertie (22 settembre 1901-11 maggio 1966), sposò Lady Jean Crichton-Stuart, ebbero due figli;

## Morte
Morì il 10 marzo 1928, a 91 anni a Oaken Holt, Oxfordshire. È stato sepolto a Abingdon Abbey, Abingdon.

## Ascendenza
|                                       |                                 |                                         | Genitori                                        |  |  | Nonni |  |  | Bisnonni                                |  |  | Trisnonni                                |  |
|                                       |                                 |                                         |                                                 |  |  |       |  |  | Willoughby Bertie, IV conte di Abingdon |  |  | Willoughby Bertie, III conte di Abingdon |  |
|                                       |                                 |                                         |                                                 |  |  |       |  |  | Willoughby Bertie, IV conte di Abingdon |  |  | Willoughby Bertie, III conte di Abingdon |  |
|                                       |                                 | Anna Maria Collins                      |                                                 |  |  |       |  |  | Willoughby Bertie, IV conte di Abingdon |  |  |                                          |  |
| Montagu Bertie, V conte di Abingdon   |                                 |                                         |                                                 |  |  |       |  |  | Willoughby Bertie, IV conte di Abingdon |  |  |                                          |  |
|                                       |                                 | Charlotte Warren                        | Peter Warren                                    |  |  |       |  |  |                                         |  |  |                                          |  |
|                                       |                                 | Charlotte Warren                        | Peter Warren                                    |  |  |       |  |  |                                         |  |  |                                          |  |
|                                       |                                 | Charlotte Warren                        | Susannah Delancey                               |  |  |       |  |  |                                         |  |  |                                          |  |
| Montagu Bertie, VI conte di Abingdon  |                                 | Charlotte Warren                        |                                                 |  |  |       |  |  |                                         |  |  |                                          |  |
|                                       |                                 | Thomas Gage                             | Thomas Gage, I visconte Gage                    |  |  |       |  |  |                                         |  |  |                                          |  |
|                                       |                                 | Thomas Gage                             | Thomas Gage, I visconte Gage                    |  |  |       |  |  |                                         |  |  |                                          |  |
|                                       |                                 | Thomas Gage                             | Benedicta Maria Theresa Hall                    |  |  |       |  |  |                                         |  |  |                                          |  |
| Emily Gage                            |                                 | Thomas Gage                             |                                                 |  |  |       |  |  |                                         |  |  |                                          |  |
|                                       |                                 | Margaret Kemble Gage                    | Peter Kemble                                    |  |  |       |  |  |                                         |  |  |                                          |  |
|                                       |                                 | Margaret Kemble Gage                    | Peter Kemble                                    |  |  |       |  |  |                                         |  |  |                                          |  |
|                                       |                                 | Margaret Kemble Gage                    | Gertrude Bayard                                 |  |  |       |  |  |                                         |  |  |                                          |  |
| Montagu Bertie, VII conte di Abingdon |                                 | Margaret Kemble Gage                    |                                                 |  |  |       |  |  |                                         |  |  |                                          |  |
|                                       | Edward Venables-Vernon-Harcourt | George Venables-Vernon, I barone Vernon |                                                 |  |  |       |  |  |                                         |  |  |                                          |  |
|                                       | Edward Venables-Vernon-Harcourt | George Venables-Vernon, I barone Vernon |                                                 |  |  |       |  |  |                                         |  |  |                                          |  |
|                                       | Edward Venables-Vernon-Harcourt | Martha Harcourt                         |                                                 |  |  |       |  |  |                                         |  |  |                                          |  |
| George Venables-Vernon-Harcourt       | Edward Venables-Vernon-Harcourt |                                         |                                                 |  |  |       |  |  |                                         |  |  |                                          |  |
|                                       |                                 | Anne Leveson-Gower                      | Granville Leveson-Gower, I marchese di Stafford |  |  |       |  |  |                                         |  |  |                                          |  |
|                                       |                                 | Anne Leveson-Gower                      | Granville Leveson-Gower, I marchese di Stafford |  |  |       |  |  |                                         |  |  |                                          |  |
|                                       |                                 | Anne Leveson-Gower                      | Louisa Egerton                                  |  |  |       |  |  |                                         |  |  |                                          |  |
| Elizabeth Venables-Vernon-Harcourt    |                                 | Anne Leveson-Gower                      |                                                 |  |  |       |  |  |                                         |  |  |                                          |  |
|                                       |                                 | Richard Bingham, II conte di Lucan      | Charles Bingham, I conte di Lucan               |  |  |       |  |  |                                         |  |  |                                          |  |
|                                       |                                 | Richard Bingham, II conte di Lucan      | Charles Bingham, I conte di Lucan               |  |  |       |  |  |                                         |  |  |                                          |  |
|                                       |                                 | Richard Bingham, II conte di Lucan      | Margaret Smith                                  |  |  |       |  |  |                                         |  |  |                                          |  |
| Elizabeth Bingham                     |                                 | Richard Bingham, II conte di Lucan      |                                                 |  |  |       |  |  |                                         |  |  |                                          |  |
|                                       |                                 | Elizabeth Belasyse                      | Henry Belasyse, II conte Fauconberg             |  |  |       |  |  |                                         |  |  |                                          |  |
|                                       |                                 | Elizabeth Belasyse                      | Henry Belasyse, II conte Fauconberg             |  |  |       |  |  |                                         |  |  |                                          |  |
|                                       |                                 | Elizabeth Belasyse                      | Charlotte Lamb                                  |  |  |       |  |  |                                         |  |  |                                          |  |
|                                       |                                 | Elizabeth Belasyse                      |                                                 |  |  |       |  |  |                                         |  |  |                                          |  |